# Farges-Allichamps
Farges-Allichamps – miejscowość i gmina we Francji, w Regionie Centralnym, w departamencie Cher.
Według danych na rok 1990 gminę zamieszkiwało 246 osób, a gęstość zaludnienia wynosiła 30 osób/km² (wśród 1842 gmin Regionu Centralnego Farges-Allichamps plasuje się na 894. miejscu pod względem liczby ludności, natomiast pod względem powierzchni na miejscu 1232.).